# مزولة الإمبراطور أغسطس

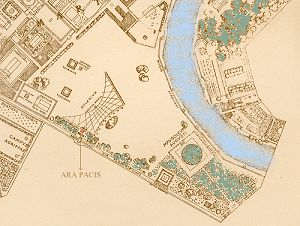

مزولة الإمبراطور أغسطس (باللاتينية: Solarium Augusti) هي مزولة رومانية قديمة، كانت تعد الأكبر في العصور القديمة. أمر بصنعها الإمبراطور أغسطس، بعد أن جلب لها مسلة مصرية من الجرانيت الأحمر ارتفاعها 30 م من مدينة أون. كانت المسلة تعمل كعقرب للمزولة، والتي يسقط ظلها على رصيف من الرخام مطعّم بشبكة من الخطوط البرونزية، من خلالها يمكن قراءة الوقت خلال اليوم. صنعت المزولة نحو عام 10 م، بعد فترة قصيرة من وضع التقويم اليولياني.